# Дорошенко, Михаил
Михаил Дорошенко (укр. Михайло Дорошенко; ? — убит 31 мая 1628, Бахчисарай) — предводитель реестровых казаков с официальным титулом «старшего войска его королевской милости запорожского», гетман запорожских казаков в 1623—1625 и 1625—1628 годах.

## Биография
Впервые упоминается в источниках в 1618 году. Принимал участие в должности походного атамана в походе Петра Сагайдачного на Москву в августе 1618 года. Под предводительством походного атамана Михаила Дорошенко были взяты и разграблены города Лебедянь, Данков, Епифань, Скопин и Ряжск. В 1620—1621 годах с поляками и литовцами участвовал в походе на Хотин.
Дорошенко был выдвиженцем той части казацко-старшинской верхушки, которая искала компромисса с правительством Польско-литовской республике. Будучи избранным казаками гетманом во время крестьянско-казацкого восстания против Польши, Дорошенко подписал между старшиной и польским военачальником, гетманом польным коронным Станиславом Конецпольским Куруковское соглашение 1625 года, которое стало первым юридическим оформлением полково-сотенной организации казачества. 
М. Дорошенко, в 1627 году, пользуясь тем, что польский король требовал от него помощи против шведов, просил об увеличении казацкого реестра, ограниченного польско-литовским правительством в 6 000 человек, но просьба его осталась безуспешной.
Старший реестра, полковник (гетман) реестровых казаков в 1625—1628 годах.
Поддерживал дружественные отношения с крымскими татарами, турецким султаном и русскими царями. Так, соблюдая соглашение о взаимопомощи, заключённое между Запорожской Сечью и Крымским ханством в 1624 году, организовал поход казаков в Крым для поддержки хана Мехмеда III Гирея и его брата калги Шахина Гирея, боровшихся с ногайцами под руководством Кан-Темира мурзы и протурецкой группировкой в Крыму, которые осаждали Мехмеда II Герая, укрывшегося в крепости Кырк-Оре (Чуфут-Кале). 
В результате предательства союзных татар был убит в бою с турками возле Бахчисарая 31 мая 1628 года. Голова была отрублена и выставлена на копье на въезде в Кафу. После воцарения ставленника османов Джанибека Герая Мехмед III Герай и его брат калга Шахин Герай бежали из Крыма на Запорожскую Сечь. 
Перманентный союз запорожцев с Крымом, Русским царством и Османской империей сохранялся и после смерти Михаила Дорошенко, его внуком гетманом Петром Дорошенко.

## Память
- Русское правительство внесло его род в I, II и III части родословной книги Черниговской губернии[5].
- В 2013 году при поддержке Музея гетманства был создан «Гетманский фонд Петра Дорошенко». Фонд осуществляет исследования деятельности гетманов Войска Запорожского Михаила и Петра Дорошенко, распространение информации о них, исследования родословной Дорошенко.